# Liste der Kulturgüter im Verwaltungskreis Bern-Mittelland
Die Liste der Kulturgüter im Verwaltungskreis Bern-Mittelland enthält alle Objekte in den Gemeinden des Verwaltungskreises Bern-Mittelland im Kanton Bern, die gemäss der Haager Konvention zum Schutz von Kulturgut bei bewaffneten Konflikten, dem Bundesgesetz vom 20. Juni 2014 über den Schutz der Kulturgüter bei bewaffneten Konflikten sowie der Verordnung vom 29. Oktober 2014 über den Schutz der Kulturgüter bei bewaffneten Konflikten unter Schutz stehen.

## Kulturgüterlisten der Gemeinden
- Allmendingen
- Arni
- Bäriswil
- Belp
- Bern
- Biglen
- Bolligen
- Bowil
- Bremgarten bei Bern
- Brenzikofen
- Deisswil bei Münchenbuchsee
- Diemerswil
- Ferenbalm
- Fraubrunnen
- Frauenkappelen
- Freimettigen
- Gerzensee
- Grosshöchstetten
- Guggisberg
- Gurbrü
- Häutligen
- Herbligen
- Iffwil
- Ittigen
- Jaberg
- Jegenstorf
- Kaufdorf
- Kehrsatz
- Kiesen
- Kirchdorf
- Kirchlindach
- Köniz
- Konolfingen
- Kriechenwil
- Landiswil
- Laupen
- Linden
- Mattstetten
- Meikirch
- Mirchel *
- Moosseedorf
- Mühleberg
- Münchenbuchsee
- Münchenwiler
- Münsingen
- Muri bei Bern
- Neuenegg
- Niederhünigen
- Niedermuhlern
- Oberbalm
- Oberdiessbach
- Oberhünigen
- Oberthal
- Oppligen
- Ostermundigen
- Riggisberg
- Rubigen
- Rüeggisberg
- Rüschegg
- Schwarzenburg
- Stettlen
- Thurnen
- Toffen
- Urtenen-Schönbühl
- Vechigen
- Wald
- Walkringen
- Wichtrach
- Wiggiswil
- Wileroltigen
- Wohlen bei Bern
- Worb
- Zäziwil
- Zollikofen
- Zuzwil

* Diese Gemeinde besitzt keine Objekte der Kategorien A oder B, kann aber (zzt. nicht dokumentierte) C-Objekte besitzen.